# Етьєн де ля Боесі
Етьєн де ля Боесі (фр. Étienne de La Boétie, застар. Estienne de La Boëtie, окс. Esteve de La Boetiá; 1 листопада 1530, Сарла-ла-Канеда — 18 серпня 1563, Жермінян, Ле-Таян-Медок біля Бордо) — французький письменник-гуманіст і поет. Автор «Міркування про добровільне рабство» (фр. Discours de la servitude volontaire).

## Життєпис
Походив з багатої міщанської родини Бойтів (фр. Boyt), відомої в Сарла-ла-Канеда з початку XIII ст. Батько Етьєна, Антуан, правник за освітою, перейшов на шляхетський стан і взяв прізвище де ля Боесі. Матір — Філіппа де Кальвімон (фр. Philippe de Calvimont), донька Жана де Кальвімона (фр. Jean de Calvimont), президента парламенту Бордо і посла короля Франциска I в Іспанії.

В 1540 чи в 1541 втратив батька, а невдовзі й матір. Вихованням малого Етьєна опікувався його дядько. В 1553 році став ліценціатом права Орлеанського університету. Серед його викладачів в університеті був Анн дю Бурґ (фр. Anne du Bourg), французький магістрат-гуґенот, якого стратили в 1559 як єретика за публічний захист протестантів у присутності короля Генріха ІІ.

## Творчий доробок

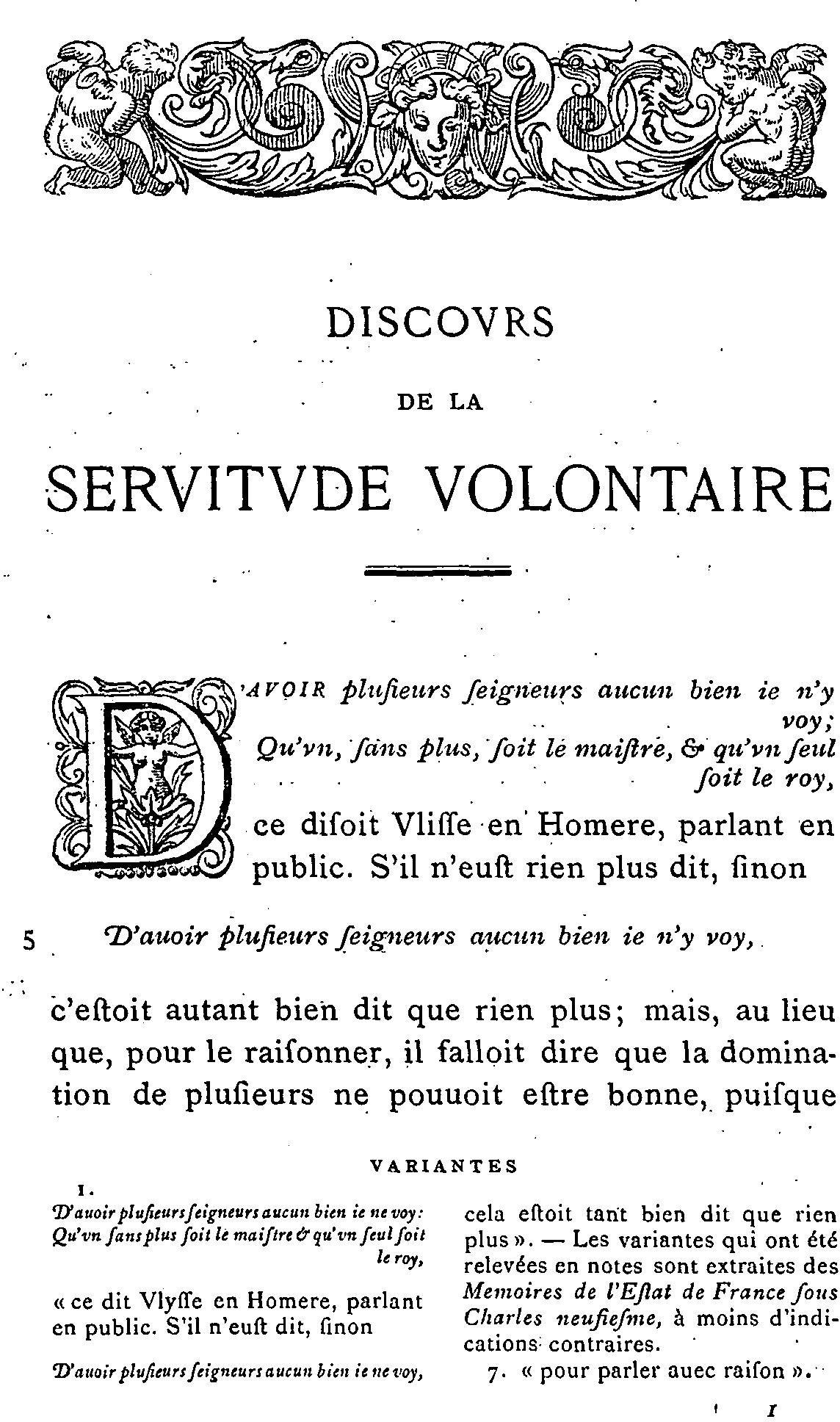

У творчому доробку ля Боєсі є кілька сонетів, переклади з класики та найбільш відомий його есей «Міркування про добровільне рабство, або Антидиктатор» (фр. Discours de la servitude volontaire ou le Contr'un), в якому він критикує абсолютну монархію та тиранію загалом. В есеї стверджується, що тирани мають владу, тому що народ дає їм її. Від свободи одного разу відмовилося суспільство, яке після цього залишилося корумпованим і віддає перевагу рабству куртизанки перед свободою того, хто відмовляється панувати так само, як відмовляється підкорятися. Таким чином, ля Боесі пов'язував покірність і панування - зв'язок, який пізніше буде теоретично обґрунтований пізнішими анархістськими мислителями. Пропагуючи рішення, що полягає у простій відмові підтримувати тирана, він став одним з перших прихильників громадянської непокори та ненасильницького опору. Мюррей Н. Ротбард підсумовує політичну філософію ля Боесі наступним чином:
Для нього великою таємницею політики був послух правителям. Чому у світі люди погоджуються на те, щоб їх грабували і пригноблювали в інший спосіб державні володарі? Це не просто страх, пояснює ля Боесі в «Міркуванні про добровільне рабство», адже потрібна наша згода. І ця згода може бути ненасильницьки відкликана.
Колись вважалося, що за твердженням його близького друга Монтеня, ля Боесі написав есе у 1549 році у вісімнадцятирічному віці, але сучасні автори стверджують, що «цілком ймовірно, що «Міркування» було написано у 1552 або 1553 році, у віці двадцяти двох років, коли ля Боесі навчався в університеті». Деякі дослідники творчості Монтеня стверджували, що есе насправді було роботою самого Монтеня. Есе поширювалося приватно і не було опубліковане до 1576 року після смерті ля Боесі. 

Він помер у Жерміньяні поблизу Бордо в 1563 році. Його останні дні описані в довгому листі Монтеня до власного батька.

### Цитати з "Міркування про добровільне рабство"
Те вайло навіть не здогадувалося, що одержувало лише частину свого власного добра, що навіть те, що йому дісталося, тиран міг дати лише після того, як забрав у них самих.
Наберіться відваги більше не слугувати, і ось ви вільні! Я не хочу, щоб ви нападали на нього [тирана] чи скидали його, лише не підтримуйте його більше, і ви побачите, як він, наче той великий колос, якого позбавили підпори, від своєї власної ваги падає ниць і розбивається.

## Видання українською мовою
- Ярема Кравець, 2000, переклад (за виданням: Міркування про добровільне рабство / Боесі, Етьєн де ля // Всесвіт. — 2000.- № 9-10. — С. 115—129.). [Архівовано 8 травня 2020 у Wayback Machine.]
- Етьен де ля Боесі. Міркування про добровільне рабство [Текст] / Е. д. Боесі ; пер. Я. Кравець. — Л. : Сполом, 2005. — 52 с. — ISBN 966-665-266-8